# Dust 514
Dust 514 – gra komputerowa z gatunku first-person shooter osadzona w świecie fantastycznonaukowym, zintegrowana ze światem gry Eve Online. Została wyprodukowana przez  CCP Shanghai, a wydawca gry było CCP Games. Gra była oparta na modelu free-to-play.
Pierwsze wzmianki o grze pojawiły się 18 sierpnia 2009 roku na Game Developers Conference w Kolonii w Niemczech. Dust 514 był pierwszym projektem opracowanym przez producenta od czasów Eve Online i był rozwijany w ramach siódmej generacji konsol. W marcu 2010 roku CCP Games i Epic Games China podpisały umowę dotycząca wydania gry na silniku Unreal Engine 3. 6 czerwca 2011 gra została zaprezentowana na targach E3, gdzie CCP Games i Sony Computer Entertainment zawarło umowę w sprawie wyłączności wydania gry na konsole PlayStation 3 i PlayStation Vita. 
23 grudnia 2011 CCP ogłosiło rozpoczęcie testowania wersji beta, natomiast połączenie serwera Dust 514 z Eve Online nastąpiło 10 stycznia 2013 roku, drugiego lutego 2016 roku na oficjalnym blogu jeden z developerów gry poinformował o zamknięciu gry oraz potwierdził, że CCP Shanghai pracuje nad grą podobną grą do Dust 514 w wersji na komputery.

## Rozgrywka
Gra oferowała użytkownikom naziemne walki z wojen w kosmosie świata Eve Online. Wydarzenia miały wpływ na wszechświat Eve Online. Bitwy w grze były zależne od kontrolowanych planet w świecie Eve, a gracze Dust 514 i Eve Online mogą wchodzić wzajemnie w interakcje.
Gracz mógł zostać najemnikiem dla pilotów w Eve Online, lub też posiąść na własność jakąś planetę, której będzie musiał bronić. Podobnie jak w Eve gracz ma możliwość utworzenia korporacji lub też przystąpienia do już istniejącej. Pilot ze świata Eve miał także możliwość interakcji w walki naziemne, na przykład uderzając z orbity w pozycje przeciwnika.
Gra nie wymagała posiadania gry ani konta w grze Eve Online oraz nie wymagała opłacania miesięcznej subskrypcji jak jest w przypadku Eve.